# Marinko Matošević
Marinko Matošević (ur. 8 sierpnia 1985 w Jajcach) – australijski tenisista pochodzenia chorwackiego, reprezentant w Pucharze Davisa.

## Kariera tenisowa
W gronie profesjonalistów Matošević startował od 2005 roku.
Podczas swoich występów wygrywał kilkakrotnie turnieje kategorii ITF Futures i ATP Challenger Tour. W marcu 2012 roku doszedł do pierwszego finału turnieju rangi ATP World Tour. Na kortach twardych w Delray Beach uległ w pojedynku o tytuł Kevinovi Andersonowi 4:6, 6:7(2).
W grze podwójnej zawodnik osiągnął jeden finał zawodów ATP World Tour, w połowie lutego 2013 roku w San José, gdzie grał w parze z Lleytonem Hewittem. W finale zostali pokonani przez Xaviera Malissa i Franka Mosera.
Od 2011 roku reprezentował Australię w Pucharze Davisa.
W 2018 roku ogłosił zakończenie kariery zawodowej.
Najwyżej w rankingu ATP singlistów zajmował 39. miejsce (25 lutego 2013), a w rankingu deblistów 114. pozycję (19 listopada 2012).

### Finały w turniejach ATP World Tour
| Legenda                     |
| Wielki Szlem                |
| ATP World Tour Finals       |
| ATP World Tour Masters 1000 |
| Igrzyska olimpijskie        |
| ATP World Tour 500          |
| ATP World Tour 250          |

#### Gra pojedyncza (0–1)
| Końcowy wynik | Nr | Data         | Turniej      | Nawierzchnia | Przeciwnik     | Wynik finału |
| ------------- | -- | ------------ | ------------ | ------------ | -------------- | ------------ |
| Finalista     | 1. | 4 marca 2012 | Delray Beach | Twarda       | Kevin Anderson | 4:6, 6:7(2)  |

#### Gra podwójna (0–1)
| Końcowy wynik | Nr | Data           | Turniej  | Nawierzchnia  | Partner        | Przeciwnicy                | Wynik finału      |
| ------------- | -- | -------------- | -------- | ------------- | -------------- | -------------------------- | ----------------- |
| Finalista     | 1. | 17 lutego 2013 | San José | Twarda (hala) | Lleyton Hewitt | Xavier Malisse Frank Moser | 0:6, 7:6(5), 4–10 |